# Hòn Me

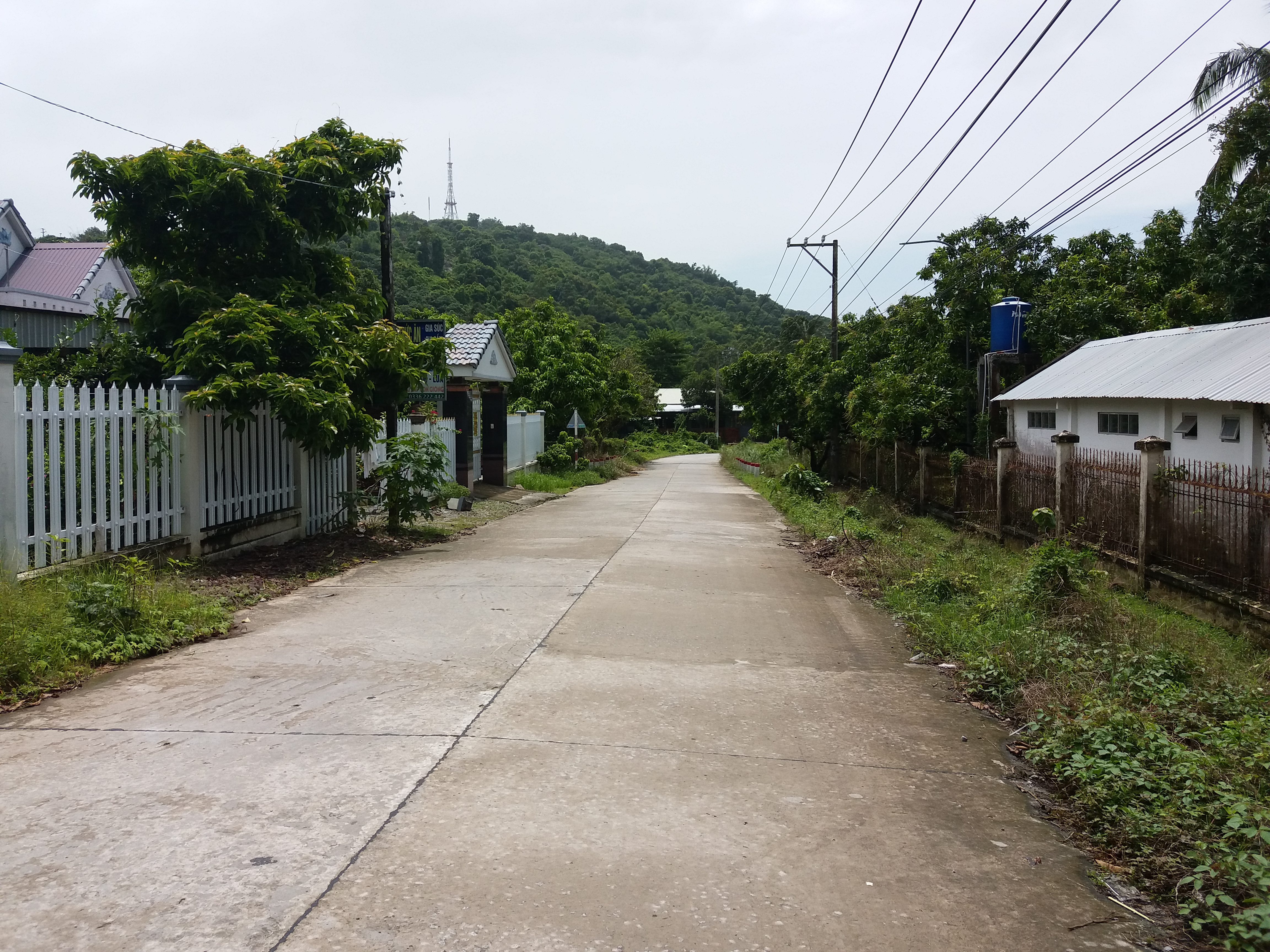
Hòn Me nhìn từ xa

Hòn Me là một ngọn núi ven biển thuộc xã Thổ Sơn, huyện Hòn Đất, tỉnh Kiên Giang, Việt Nam, cùng với hai ngọn núi lân cận là Hòn Đất và Hòn Quéo tạo thành quần thể núi gọi là Ba Hòn. Núi cách thị trấn Hòn Đất khoảng 13 km về hướng tây nam. Quần thể ba ngọn núi trước đây là vùng căn cứ cách mạng Ba Hòn và hiện tại là Khu di tích lịch sử cấp quốc gia.

## Tự nhiên
Núi Hòn Me cao 200 m. Đá núi là loại đá granite. Tài nguyên có sét gốm nhẹ lửa với trữ lượng vài trăm nghìn m3 tập trung ở phía bắc ngọn núi.
Hòn Me là một ngọn núi rời rạc trong khu vực phủ trầm tích hình thành từ kỷ Đệ Tứ. Núi là nơi các thành tạo magma xâm nhập lộ ra, pha xâm nhập chính gồm granodiorit biotit hornblend hạt trung. Thành phần gồm granit có biotit hạt đều, granit-monzonit thạch anh có biotit hornblend, granit, granosyenit biotit hạt trung-lớn không đều màu xám sáng (thuộc phức hệ Định Quán tuổi Creta sớm). Riêng sườn phía tây của Hòn Me thành phần thạch học là granodiorit biotit hornblend, pyroxen hạt trung màu sáng nhạt, đới nội tiếp xúc có thành phần là mozodiorit thạch anh, monzonit thạch anh và monzonit (thuộc phức hệ Đèo Cả tuổi Creata muộn). Các đá của pha xâm nhập này có kiến trúc nửa tự hình granit và monzonit, về độ hạt đá có kiến trúc hạt trung đều hạt tới không đều, thành phần khoáng vật chính gồm: plagioclas (35÷50%); felspat (18÷25%), thạch anh (16÷25%); biotit (5÷10%); clinopyroxen (2÷5%); hornblend lục (4÷10%).
Hòn Me có thành phần hóa học 62,80% SiO2; 15,96% Al2O3; 0,44% TiO2; 4,91% Fe2O3; 2,03% MgO; 4,67% CaO; 4,00% K2O; 3,43% Na2O.
Vào năm 2013, một nghiên cứu của Tổ chức bảo vệ động vật hoang dã Wildlife At Risk nhằm phục vụ cho vận hành Khu cứu hộ động vật hoang dã Hòn Me đã thống kê thực vật trong vùng Ba Hòn. Vùng Ba Hòn, bao gồm Hòn Me, có 154 loài thực vật hoang dã, 13 loài cây rừng được trồng bổ sung và 13 loài cây ăn quả.

## Dân cư - Kinh tế
Người dân địa phương sống chủ yếu bằng nông nghiệp, với trồng trọt ruộng lúa, chăn nuôi trâu, trồng xoài, nuôi thủy sản quanh chân núi. Giống xoài phổ biến được canh tác là xoài cát Hòa Lộc, xoài thanh ca. Cuộc sống thuần nông ban đầu đã dần đa dạng lĩnh vực hoạt động, hằng năm, núi Hòn Me cùng các điểm tham quan ở hai ngọn núi lân cận của quần thể núi Ba Hòn đón 90.000 lượt khách du lịch.
Đá ở núi Hòn Me là loại đá phù hợp dùng làm đá xây dựng với trữ lượng lớn. Một đánh giá vào năm 2022 cho thấy đá của núi Hòn Me trên diện tích có thể khai thác là 150 ha, với tổng thể tích khối là 40 triệu m3 đá. Ngoài ra, Hòn Me còn có tài nguyên sét gốm dùng làm đồ gốm.
Vào năm 1988, chính quyền Kiên Giang đã quy hoạch khai thác đá tại núi Hòn Đất và Hòn Me với mức khai thác 100.000 m3/năm. Tuy nhiên vào năm 2013, chính quyền tỉnh Kiên Giang ban hành lệnh cấm khai thác đá tại Hòn Me, một trong 97 địa điểm bị cấm hoặc tạm cấm khai thác tài nguyên. Trong đó, tiêu chí cấm: là khu vực đất có di tích lịch sử - văn hoá, danh lam thắng cảnh đã được xếp hạng; khu vực đất rừng đặc dụng, rừng phòng hộ hoặc quy hoạch đất rừng phòng hộ, khu bảo tồn địa chất; khu vực quy hoạch dành cho mục đích quốc phòng – an ninh; đất do cơ sở tôn giáo sử dụng; đất thuộc hành lang hoặc phạm vi bảo vệ công trình giao thông, thủy lợi, đê điều, cấp nước, thoát nước, xử lý chất thải, dẫn điện, xăng dầu, khí, thông tin liên lạc. Hòn Me bị cấm khai thác với tiêu chí di tích lịch sử - văn hoá, danh lam thắng cảnh.
Từ năm 2014, chính quyền Kiên Giang đã bắt đầu kêu gọi đầu tư phát triển cụm du lịch Hòn Đất - Hòn Me - Hòn Quéo. Tổng diện tích quy hoạch khoảng 500 ha, với 16 hạng mục, trong đó Hòn Me sẽ có khu du lịch văn hóa tâm linh trên núi. Núi sẽ có Tuyến cáp treo nối Hòn Đất - Hòn Me và máng trượt phục vụ tham quan quanh núi.
Hiện tại, trên núi Hòn Me có: Cột tháp phát sóng Đài VTV3, thu hút 2.000 lượt khách viếng thăm mỗi tháng. Nhà trưng bày chứng tích chiến tranh do Đài Phát thanh và Truyền hình tỉnh quản lý.

## Trạm cứu hộ động vật hoang dã Hòn Me
Trạm cứu hộ động vật hoang dã với diện tích 3 ha, có 127 cá thể động vật, gồm 19 loài động vật quý hiếm được đưa về đây cứu hộ, nuôi dưỡng, chăm sóc. Khu cứu hộ đã mở cửa hoạt động vào tháng 7 năm 2012 để tập trung ưu tiên cứu hộ động vật hoang dã, quý hiếm trong khu vực Đồng bằng sông Cửu Long. Trạm này là một trong ba trạm cứu hộ động vật hoang dã do Tổ chức Wildlife At Risk (WAR) quản lý, hai trạm còn lại gồm Trạm cứu hộ động vật hoang dã Củ Chi, Trạm cứu hộ Gấu và Thú họ Mèo Cát Tiên (đều thuộc vùng Đông Nam Bộ). Trạm cứu hộ động vật hoang dã Hòn Me là Trạm cứu hộ động vật hoang dã đầu tiên trong vùng Đồng bằng sông Cửu Long.
Một số loài đang được cứu hộ tại Trạm cứu hộ động vật hoang dã Hòn Me gồm có:
- Gấu ngựa (Urus theibetanus)
- Gấu chó (Urus malayanus)
- Vượn đen má vàng (Nomascus gabriella)
- Khỉ đuôi lợn (Macaca arctoides)
- Culi nhỏ (Nycticebus pygmaeus)
- Tê tê Java (Manis javanica)
- Rùa đất lớn (Hyesemis grandis)
- Rùa núi vàng (Indotestudo elongata)
- Mèo rừng (Prionailurus bengalensis)
- Rùa răng (Heosemys annandalii)[24]
- Cua đinh (Amyda cartilaginea)[24]
- Kỳ đà vân (Varanus nebulosus)[24]
- Cá sấu Xiêm (Crocodylus siamensis)[24]
- Trăn đất (Python molurus)[24]

### Sách
- Lê Kim Khôi, Phan Văn Hùng (2003). Một số thông tin cơ bản các tỉnh vùng dân tộc và miền núi. Nhà xuất bản Thống kê. OCLC 69244019.
- Lê Phát Quới (2010). Lớp thực vật của tỉnh Kiên Giang. Nhà xuất bản Kiên Giang.
- Nguyên Hạnh (1997). Toàn Cảnh Việt Nam. Nhà xuất bản Thống kê.
- Nguyễn Hữu Đức (2003). Đảng Cộng sản Việt Nam với công cuộc đổi mới đất nước. Nhà xuất bản Quân đội nhân dân. OCLC 53986759.
- Nguyễn Quang Thái (2004). Toàn cảnh kinh tế Việt Nam, Tập 2. Nhà xuất bản Chính trị quốc gia. OCLC 1083172662.
- Nguyễn Thị Năm Hoàng (2006). Anh Đức, về tác gia và tác phẩm. Nhà xuất bản Giáo dục.